# Hàm đếm số nguyên tố
Trong toán học, hàm đếm số nguyên tố là hàm số đếm số lượng các số nguyên tố nhỏ hơn hoặc bằng với một số thực x.   Nó được ký hiệu là π (x) (không liên quan đến số π). 

Các giá trị của π (n) cho 60 số nguyên dương đầu tiên

## Lịch sử
Mối quan tâm lớn của lý thuyết số là tốc độ tăng trưởng của hàm đếm số nguyên tố. Nó được Gauss và Legendre phỏng đoán vào cuối thế kỷ 18 là xấp xỉ với
{\displaystyle {\frac {x}{\ln(x)}}}
theo nghĩa
{\displaystyle \lim _{x\rightarrow \infty }{\frac {\pi (x)}{x/\ln(x)}}=1.}
Phát biểu này là nội dung của định lý số nguyên tố. Một tuyên bố tương đương là
{\displaystyle \lim _{x\rightarrow \infty }\pi (x)/\operatorname {li} (x)=1\!}
Trong đó li là hàm tích phân logarit. Định lý số nguyên tố được Jacques Hadamard và Charles de la Vallée Poussin chứng minh lần đầu tiên vào năm 1896 một cách độc lập, sử dụng các thuộc tính của hàm Riemann zeta do Riemann giới thiệu vào năm 1859. Cách chứng minh định lý số nguyên tố không sử dụng hàm zeta hoặc giải tích phứ đã được Atle Selberg và Paul Erdős tìm ra vào khoảng năm 1948 (hầu hết các phần này đều được họ tìm ra hoàn toàn độc lập với nhau).
Ước tính chính xác hơn về {\displaystyle \pi (x)\!} bây giờ đã được biết đến; ví dụ 
{\displaystyle \pi (x)=\operatorname {li} (x)+O{\bigl (}xe^{-{\sqrt {\ln x}}/15}{\bigr )}\!}
trong đó O là ký hiệu O lớn. Đối với hầu hết các giá trị của {\displaystyle x} chúng ta quan tâm đến (tức là khi {\displaystyle x} không lớn quá mức), giá trị {\displaystyle \operatorname {li} (x)\!}  luôn lớn hơn {\displaystyle \pi (x)\!}. Tuy nhiên, hiệu {\displaystyle \pi (x)-\operatorname {li} (x)} được biết là thay đổi dấu vô hạn lần. Để thảo luận về điều này, xem số Skewes.

### Dạng chính xác
Bernhard Riemann đã chứng minh rằng hàm đếm số nguyên tố chính xác là 
{\displaystyle \pi (x)=\operatorname {R} (x)-\sum _{\rho }\operatorname {R} (x^{\rho })}
trong đó
{\displaystyle \operatorname {R} (x)=\sum _{n=1}^{\infty }{\frac {\mu (n)}{n}}\operatorname {li} (x^{1/n})},
μ(n) là hàm Mobius, li(x) là hàm số tích phân logarit, ρ đánh dấu mỗi giá trị zero của hàm zeta Riemann, và li(xρ/n) không được đánh giá với một nhánh rẽ nhưng thay vì coi là Ei(ρ/n ln x). Một cách tương đương, nếu các giá trị 0 tầm thường được thu thập và tổng được lấy chỉ qua các giá trị 0 không tầm thường ρ của hàm zeta Riemann, sau đó π(x) có thể được viết thành
{\displaystyle \pi (x)=\operatorname {R} (x)-\sum _{\rho }\operatorname {R} (x^{\rho })-{\frac {1}{\ln {x}}}+{\frac {1}{\pi }}\arctan {\frac {\pi }{\ln {x}}}}.
Giả thuyết Riemann gợi ý rằng với mỗi giá trị 0 không tầm thường thì Re(s) = 1/2

## Bảng củaπ(x),x/ lnxvà li (x)
Bảng này cho thấy ba hàm số π (x), x / ln x và li(x) so sánh ở các giá trị mũ của 10. Xem thêm, và 

Đồ thị hiển thị tỷ lệ của hàm đếm số nguyên tố π (x) với hai giá trị gần đúng của nó, x / ln x và Li (x). Khi x tăng (lưu ý trục x là logarit), cả hai tỷ lệ đều dẫn về 1. Tỷ lệ của x/ln x (phía trên) hội tụ rất chậm, trong khi tỷ lệ của Li(x) (phía dưới) hội tụ nhanh hơn.

| x    | π(x)                               | π(x) − x / ln x                 | li(x) − π(x)    | x / π(x) | x / ln x % Error |
| ---- | ---------------------------------- | ------------------------------- | --------------- | -------- | ---------------- |
| 10   | 4                                  | −0.3                            | 2.2             | 2.500    | -7.5%            |
| 102  | 25                                 | 3.3                             | 5.1             | 4.000    | 13.20%           |
| 103  | 168                                | 23                              | 10              | 5.952    | 13.69%           |
| 104  | 1,229                              | 143                             | 17              | 8.137    | 11.64%           |
| 105  | 9,592                              | 906                             | 38              | 10.425   | 9.45%            |
| 106  | 78,498                             | 6,116                           | 130             | 12.740   | 7.79%            |
| 107  | 664,579                            | 44,158                          | 339             | 15.047   | 6.64%            |
| 108  | 5,761,455                          | 332,774                         | 754             | 17.357   | 5.78%            |
| 109  | 50,847,534                         | 2,592,592                       | 1,701           | 19.667   | 5.10%            |
| 10   | 455,052,511                        | 20,758,029                      | 3,104           | 21.975   | 4.56%            |
| 1011 | 4,118,054,813                      | 169,923,159                     | 11,588          | 24.283   | 4.13%            |
| 1012 | 37,607,912,018                     | 1,416,705,193                   | 38,263          | 26.590   | 3.77%            |
| 1013 | 346,065,536,839                    | 11,992,858,452                  | 108,971         | 28.896   | 3.47%            |
| 1014 | 3,204,941,750,802                  | 102,838,308,636                 | 314,890         | 31.202   | 3.21%            |
| 1015 | 29,844,570,422,669                 | 891,604,962,452                 | 1,052,619       | 33.507   | 2.99%            |
| 1016 | 279,238,341,033,925                | 7,804,289,844,393               | 3,214,632       | 35.812   | 2.79%            |
| 1017 | 2,623,557,157,654,233              | 68,883,734,693,281              | 7,956,589       | 38.116   | 2.63%            |
| 1018 | 24,739,954,287,740,860             | 612,483,070,893,536             | 21,949,555      | 40.420   | 2.48%            |
| 1019 | 234,057,667,276,344,607            | 5,481,624,169,369,960           | 99,877,775      | 42.725   | 2.34%            |
| 1020 | 2,220,819,602,560,918,840          | 49,347,193,044,659,701          | 222,744,644     | 45.028   | 2.22%            |
| 1021 | 21,127,269,486,018,731,928         | 446,579,871,578,168,707         | 597,394,254     | 47.332   | 2.11%            |
| 1022 | 201,467,286,689,315,906,290        | 4,060,704,006,019,620,994       | 1,932,355,208   | 49.636   | 2.02%            |
| 1023 | 1,925,320,391,606,803,968,923      | 37,083,513,766,578,631,309      | 7,250,186,216   | 51.939   | 1.93%            |
| 1024 | 18,435,599,767,349,200,867,866     | 339,996,354,713,708,049,069     | 17,146,907,278  | 54.243   | 1.84%            |
| 1025 | 176,846,309,399,143,769,411,680    | 3,128,516,637,843,038,351,228   | 55,160,980,939  | 56.546   | 1.77%            |
| 1026 | 1,699,246,750,872,437,141,327,603  | 28,883,358,936,853,188,823,261  | 155,891,678,121 | 58.850   | 1.70%            |
| 1027 | 16,352,460,426,841,680,446,427,399 | 267,479,615,610,131,274,163,365 | 508,666,658,006 | 61.153   | 1.64%            |